# John Corabi
John Corabi (* 26. dubna 1959 Filadelfie) je americký zpěvák a kytarista, bývalý frontmen kapely The Scream, Mötley Crüe, Union,Tuff, Ratt, Brides of Destruction,Eric Singer Project a mnoha jiných. 
V roce 2015 byl hlavním zpěvákem superskupiny The Dead Daisies, kde ho v roce 2019 nahradil Glenn Hughes, aby se věnoval sólovému projektu. V květnu 2023 se vrátil zpět do kapely. Během jeho působení v The Dead Daisies vydal tři studiová alba, jedno cover album a jedno živé album.
Corabi se vyjádřil k incidentu mezi skupinou Motley Crue a Mickem Marsem. "Úplně nevěřím Mickovým důvodům pro odchod z Mötley. A já ani nevím, jestli odešel z Mötley. Myslím, že mu možná ukázali dveře. Protože pokud si pamatuji... Sakra, když jsme dělali desku Generation Swine, stěžovali si na jeho kytaru."

## Diskografie

### Scream
- Let it Scream – 1991

### Mötley Crüe
- Mötley Crüe – 1994
- EP Quartenary – 1994

doprovodné vokály a kytara (už jako bývalý člen)
- Generation Swine – 1997

### Eric Singer Project
- Lost and Spaced – 1998
- ESP – 1999

### Union
- Union – 1998
- The Blue Room – 2000

### Brides of Destruction
- Here Come the Brides – 2004

### The Dead Daisies
- Revolución – 2015
- Make Some Noise – 2016
- Live and Louder – 2017
- Burn it Down – 2018

### Solo
- John Corabi Unplugged – 2012